# Werticilioza ziemniaka
Werticilioza ziemniaka – choroba ziemniaka wywołana przez grzyby z rodzaju Verticillium. Należy do grupy werticilioz.

## Występowanie i szkodliwość
Chorobę wywołują dwa gatunki grzybów: Verticillium dahliae i Verticillium albo-atrum. Grzyby te porażają również wiele innych gatunków roślin, zarówno drzewiastych, jak i zielnych.
Werticilioza ziemniaka występuje we wszystkich regionach świata, w których uprawia się ziemniaka, ale jej natężenie jest różne w różnych rejonach i w różnych latach. Największe szkody wyrządza, gdy pojawia się na młodych roślinach, gdyż wówczas zazwyczaj powoduje ich obumarcie. Mniejsze szkody wyrządza, gdy pojawia się dopiero pod koniec wegetacji roślin.

## Objawy
Typowym objawem werticiliozy jest gwałtowne więdnięcie liści. W początkowym okresie choroby, gdy patogen jeszcze jest słabo rozwinięty, więdnięcie występuje tylko przy suchej i upalnej pogodzie, przy deszczowej ustępuje. Potem jednak rośliny znów więdną, ponadto ich liście ulegają odbarwieniu; najpierw stają się bladozielone, potem żółte i roślina obumiera. Najczęściej następuje to podczas słonecznej i upalnej pogody. Nie zawsze więdnięcie obejmuje całą roślinę, często tylko część liści. Drugim typowym objawem jest brunatnienie wiązek przewodzących. Na ich przekroju poprzecznym można zauważyć brunatne pierścienie, a na podłużnym brunatne wstęgi. Takie samo przebarwienie występuje także na stolonach w pobliżu bulw. Pod mikroskopem można zauważyć, że wiązki przewodzące wypełniają konidiofory i konidia, co uniemożliwia przewodzenie wody z solami mineralnymi i powoduje więdnięcie i obumarcie roślin.

## Epidemiologia
Źródłem choroby mogą być zakażone sadzeniaki, lub zakażona gleba. Patogeny mogą w niej przez wiele lat przetrwać w postaci grubościennej, ciemnej grzybni przetrwalnikowej, lub w postaci mikrosklerocjów będące przetrwalnikami. V. dahliae wytwarza zarówno grzybnię przetrwalnikową, jak i mikrosklerocja, V. albo-atrum tylko grzybnię przetrwalnikową. Infekują rośliny przez włośniki i rany. Infekcja następuje głównie w podziemnej oraz przyziemnej części rośliny. Po obumarciu drzewa choroba nadal się rozwija, jej grzybnia przerasta przez tkanki drzewa na zewnątrz, do gleby. Choroba z jednej rośliny może przenosić się na drugą przez stykające się korzenie.

## Ochrona
Werticilioza to groźna choroba, której zasadniczo nie da się leczyć, można tylko jej zapobiegać. Ogólne zasady zapobiegania werticiliozie to:
- sadzenie tylko zdrowych sadzeniaków ziemniaka,
- zaprawianie sadzeniaków fungicydami przeciwko rizoktoniozie niszczy także grzybnię i mikrosklerocja Verticillium na ich powierzchni,
- stosowanie płodozmianu – kilkuletnie zmianowanie ziemniaków ze zbożami i roślinami strączkowymi,
- zamierające ziemniaki należy usuwać z pola wraz z bryłą korzeniową i niszczyć.